# Jean de Sierck
Pour les articles homonymes, voir Sierck (homonymie).
Jean de Sierck (aussi connu par Jean II de Zyrick ou de Sirk,) est le quarantième évêque d'Utrecht, de 1291 à 1296 et le cinquante-troisième évêque de Toul, de 1296 à 1305.

## Biographie
Jean de Sierck fut d'abord archidiacre de Karden dans l'archidiocèse de Trèves et chapelain pontifical. En 1291, il est nommé évêque d'Utrecht par le pape Nicolas IV qui prend le pas sur les décisions du chapitre d'Utrecht. Il réforma le clergé de son diocèse et recueillit des fonds pour continuer l'édification de la cathédrale, mais malgré une gouvernement fort, il échoua à soustraire le diocèse de l'influence de Florent V, comte de Hollande, car il avait du recourir à son aide pour mater la révolte des puissants seigneurs Gijsbrecht IV d'Amstel (en) et Herman VI de Woerden (en) et reprendre respectivement les châteaux de Vredelant (nl) et de Monfoort (nl). Jean de Sierck introduit également dans son diocèse les notaires publics, ce qui fut une source constante de conflits avec la ville d'Utrecht.
En 1296, le pape Boniface VIII le transfère à Toul, sans que l'on sache si ce fut une volonté de Jean de Sierck ou si le pape voulait un évêque plus enclin à négocier une alliance entre le comté de Flandre et l'Angleterre.
A Toul, sachant les bourgeois attachés à leurs libertés, il chercha à se les concilier et publia une charte reconnaissant les droits des magistrats municipaux, ce qui amena cinq ans de tranquillité. Cependant pour une raison qui est restée inconnue, le peuple se souleva le jour des Rameaux 1302 (15 avril 1302) et obligea l'évêque à interrompre la procession. La ville ayant été mise sous Interdit, les bourgeois se soumirent et reconnurent l'autorité temporelle de l'évêque. Malgré cet accord, d'autres survinrent. Voyant que ses efforts pour maintenir la paix restaient vain, Jean de Sierk abandonna son diocèse. Il mourut en 1305 en revenant de Bordeaux où il avait rencontré le pape Clément V.